# Grand Capucin
De Grand Capucin (Frans: grote kapucijn) is een granieten monoliet bergtop in de vorm van een bijna 400 meter hoge obelisk in het Frans Mont Blancmassief.
De oostwand geldt als de moeilijkst te beklimmen route, het was de bekende alpinist Walter Bonatti die de piek in 1951 voor het eerst en langs deze zijde kon bereiken en zijn naam aan die route gaf.

## Galerij

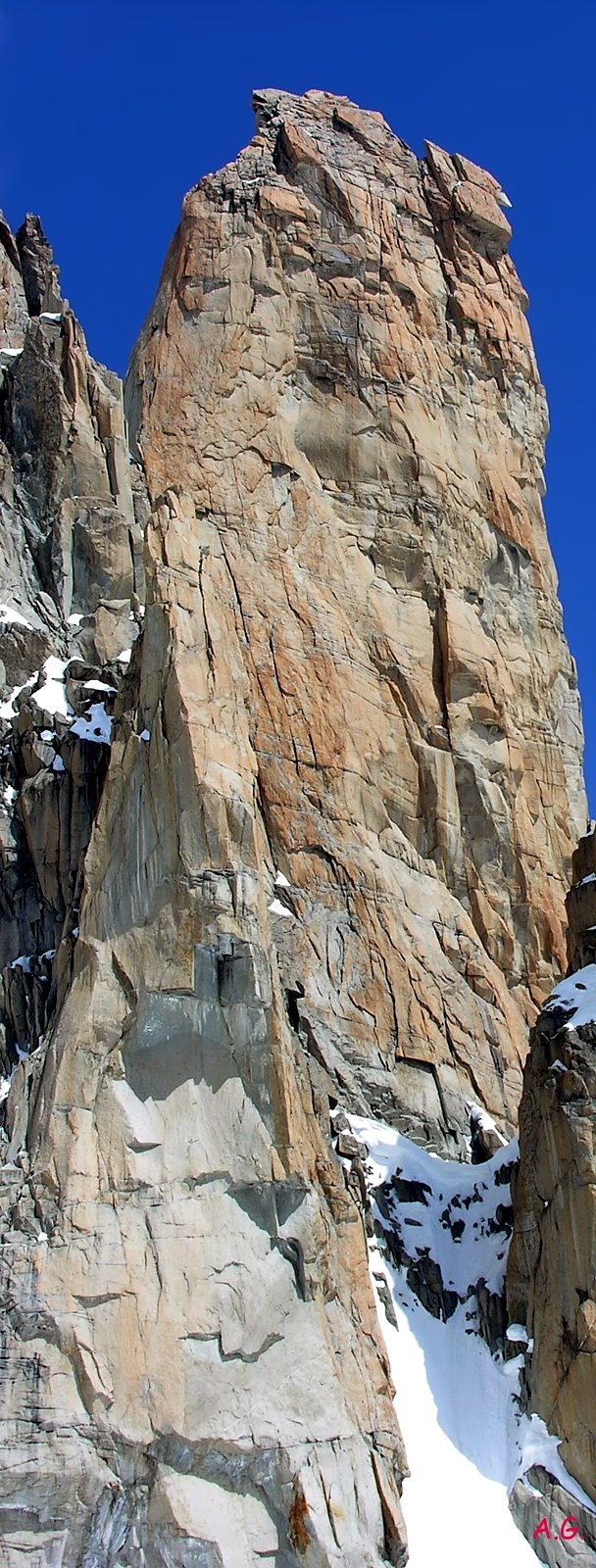
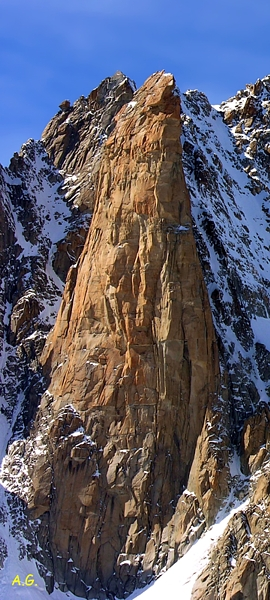